# Sandrine Lemoult
Sandrine Lemoult, née le 14 mars 1973, est une auteure de bande dessinée et une illustratrice française.
Elle collabore notamment aux revues et collectifs Martien, PLG, Rock Hardi, le Phacochère, Stereocomix, FLBLB ainsi qu'au Fil du Nil et au Comix 2000.

## Publications
- 623, Éd.  L'Œil Distrait, 1995.
- Blue devil, Éd.  L'Œil Distrait, 1996.
- Vous êtes tous trop vilains, Éd. Le Cycliste 1998[1].
- Petit livre illustré des mamans, textes de Marina Kolesnikoff, Éd. Source - La sirène, 2000.
- Petit livre illustré de Noël, textes de Marina Kolesnikoff, Éd. Source - La sirène, 2000.
- Petit livre illustré du bonheur, textes de Marina Kolesnikoff, Éd. Source - La sirène, 2001.
- Petit livre illustré de l'amour, textes de Marina Kolesnikoff, Éd. Source - La sirène, 2001.
- Mai 2005 - Le mois de Sandrine Lemoult, Éd. Le Groinge, 2005  (ISBN 2-914249-20-9).
- Grouny la magicienne, Éd. La comédie illustrée, 2002.
- Kevin and Kate tome 1 - Let's go, BD Kids, 2017.
- Kevin and Kate tome 2 - Time's up, BD Kids, 2018.